# 초이락 헬로 시리즈
《초이락 헬로 시리즈》는 2014년 하반기에 출시된 대한민국의 장난감 제품으로, 초이락컨텐츠팩토리에서 개발과 생산을 하였으며, 2014년부터 2018년까지 손오공이 유통을 맡았다.

## 작품
TV 애니메이션
- 《헬로 카봇》 (1기~15기(스타가디언)) (2014년 ~ 2024년) (KBS 1TV(1기 ~ 6기)) → (SBS TV(7기(유니버스) ~ 15기(스타가디언)) (15분 애니)

영화 애니메이션 개봉
- 《극장판 헬로 카봇: 백악기 시대》 (2018년) (시간: 84분) (애니메이션 제작: 스튜디오더블유바바 & 스튜디오인빅투스)
- 《극장판 헬로 카봇: 옴파로스 섬의 비밀》 (2019년) (시간: 78분) (애니메이션 제작: 스튜디오더블유바바 & 스튜디오인빅투스)
- 《극장판 헬로 카봇: 달나라를 구해줘!》 (2019년) (시간: 76분) (애니메이션 제작: 스튜디오더블유바바)
- 《극장판 헬로 카봇: 수상한 마술단의 비밀》 (2022년) (시간: 78분) (애니메이션 제작: 스튜디오더블유바바)